# Bernard de Montaut-Manse
Bernard de Montaut-Manse (* 10. September 1893 in Lunel-Viel; † 7. Januar 1958 in Nîmes) war ein französischer Jurist, Gardian und Dichter okzitanischer Sprache.

## Leben und Werk
Bernard de Montaut-Manse besuchte von 1903 bis 1910 das Collège Stanislas in Paris, wo er mit seinem Freund André Chaussouy (1893–1915) dem dortigen Feliber angehörte. Er studierte Rechtswissenschaft und wurde nach dem Kriegsdienst (im Ersten Weltkrieg) angesehener Rechtsanwalt in Montpellier und Nîmes. Als Freund von Frédéric Mistral und Folco de Baroncelli engagierte er sich im Comité des revendications méridionales für eine Provence als freie Nation. 1921 kämpfte er mit Folco de Baroncelli erfolgreich gegen das Verbot des Stierkampfs, später folgte er diesem in der Bewirtschaftung des Mas de l’Amarée (mit Stier- und Pferdezucht) nach.
Als 20-Jähriger reihte er sich in die Schar der neuprovenzalischen Dichter ein.

## Werke (Auswahl)
- Li Trelus Auben. Clartés d'aurore. J. Roumanille, Avignon 1913.